# 2022年インド大統領選挙
2022年インド大統領選挙（2022ねんインドだいとうりょうせんきょ、英語: 2022 Indian Presidential election）は、2022年7月18日にインドで行われた大統領選挙である。

## 概要
選挙前の現職であったラーム・ナート・コーヴィンドは再選出馬をしなかった。投票率は99.12%。
インド人民党候補のドラウパディ・ムルムが296,626票を獲得して過半数を上回り当選した。ムルムは先住民族出身としては初、女性としては2人目の大統領であり、独立後に生まれた初の大統領でもある。

## 選挙データ

### 投票日
- 2022年7月18日

### 選挙制度

#### 選挙権
- 満18歳以上のインド国民

## 候補者
| インド人民党         | 全インド草の根会議派 |
| ドラウパディ・ムルム | ヤシュワント・シンハ |
|                      |                      |
| ジャールカンド州知事 | 元インド外相         |
| オリッサ州           | ジャールカンド州     |

## 選挙結果

### 候補者別得票結果
| 候補者             | 候補者               | 所属政党             | 議員投票 | 獲得選挙人 | 得票率 |
|                    | ドラウパディ・ムルム | インド人民党         | 2,824    | 676,803    | 64.03% |
|                    | ヤシュワント・シンハ | 全インド草の根会議派 | 1,877    | 380,177    | 35.97% |
|                    |                      |                      |          |            |        |
| 有効票数（有効率） | 有効票数（有効率）   | 有効票数（有効率）   | 4,701    | 1,056,980  | 98.89% |
| 無効票数（無効率） | 無効票数（無効率）   | 無効票数（無効率）   | 53       | 15,397     | 1.11%  |
|                    |                      |                      |          |            |        |
| 投票総数（投票率） | 投票総数（投票率）   | 投票総数（投票率）   | 4,754    | 1,072,377  | 98.86% |
| 棄権者数（棄権率） | 棄権者数（棄権率）   | 棄権者数（棄権率）   | 不明     | 不明       | 不明   |
|                    |                      |                      |          |            |        |
| 有権者数           | 有権者数             | 有権者数             | 4,809    | 1,086,431  | 不明   |
| 出典：             |                      |                      |          |            |        |